# Воляк, Ян
Ян Станислав Воляк (пол. Jan Stanisław Wolak; 1 января 1895, Львов, Цислейтания — 30 апреля 1977, Гданьск) — австро-венгерский и польский футболист, полузащитник.

## Биография
Ян Воляк родился 1 января 1895 года в австро-венгерском городе Лемберг (сейчас Львов на Украине).
Играл в футбол на позиции полузащитника. В 1910—1911 годах выступал за львовскую «Спарту», основанную военнослужащими воздушного полка.

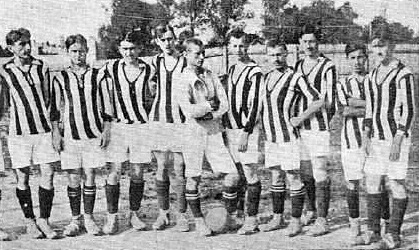
Львовская «Спарта» в 1910 году. Ян Воляк — третий справа

В 1911 году перешёл в львовскую «Погонь», в составе которой играл с перерывами вплоть до 1923 года. В 1922 году в составе «Погони» завоевал золотую медаль чемпионата Польши, проведя 4 матча.
В 1924—1925 годах играл за львовскую «Лехию», выступавшую в тот период в окружной лиге.
Умер 30 апреля 1977 года в польском городе Гданьск.

## Достижения

### Командные
Погонь (Львов)
- Чемпион Польши (1): 1922.